# Bingham County
Bingham County ist ein County im Bundesstaat Idaho der Vereinigten Staaten. Der Verwaltungssitz (County Seat) ist Blackfoot.

## Geographie
Das County liegt im Südosten von Idaho, ist im Osten etwa 50 Kilometer von Wyoming entfernt und hat eine Fläche von 5491 Quadratkilometern, wovon 66 Quadratkilometer Wasserfläche sind. Es grenzt im Uhrzeigersinn an folgende Countys: Jefferson County, Bonneville County, Caribou County, Bannock County, Power County, Blaine County und Butte County. Der Osten des Countys gehört zur Basin-and-Range-Region, der Westen liegt in der Snake River Plain.

## Geschichte
Bingham County wurde am 13. Januar 1885 aus Teilen des Oneida County gebildet. Benannt wurde es nach Henry Harrison Bingham aus Pennsylvania, einem Mitglied im Kongress der Vereinigten Staaten.
16 Bauwerke und Stätten des Countys sind im National Register of Historic Places eingetragen.

## Demografische Daten

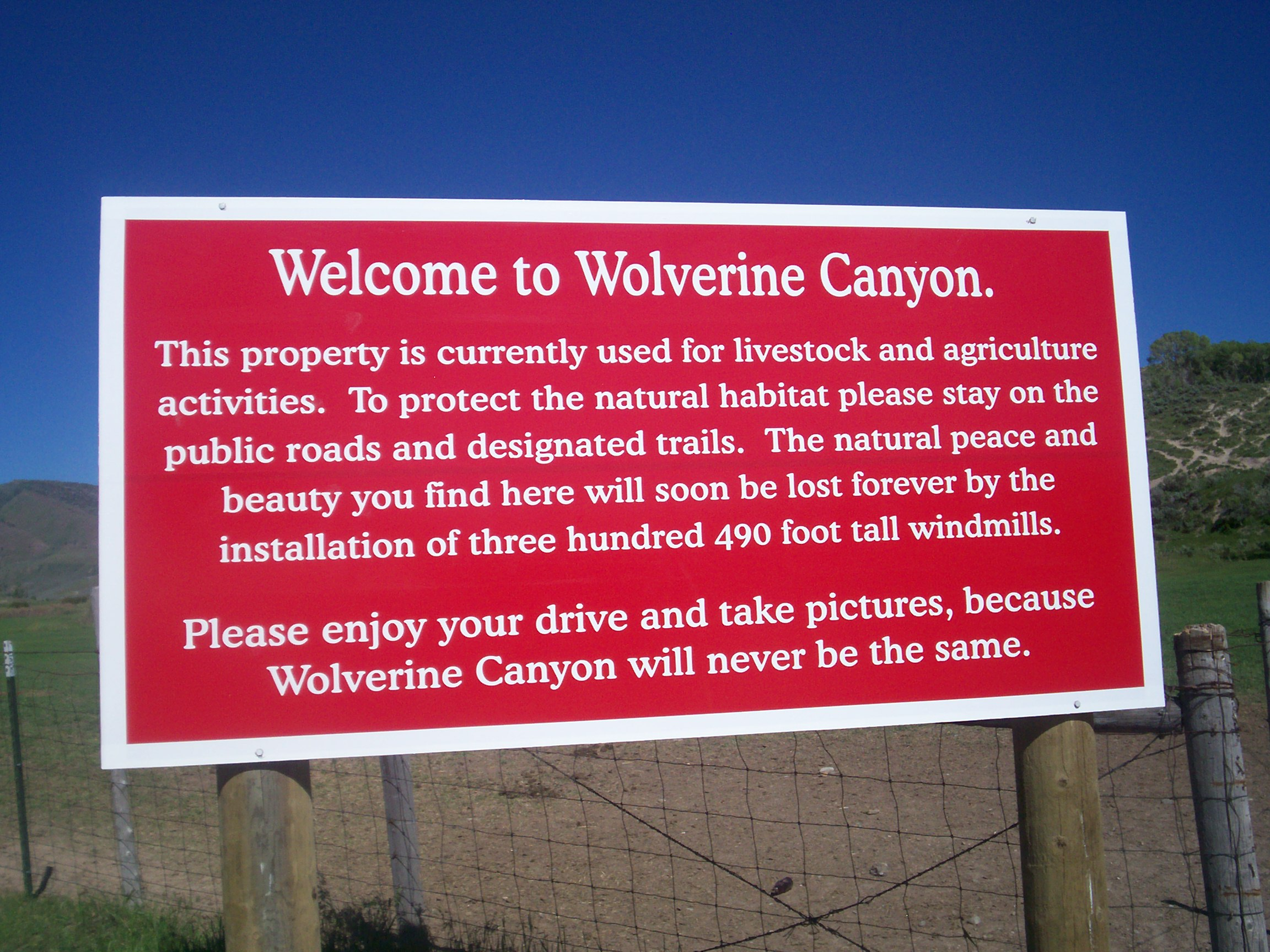
Protest- bzw. Hinweisschild zum Windpark im Wolverine Canyon

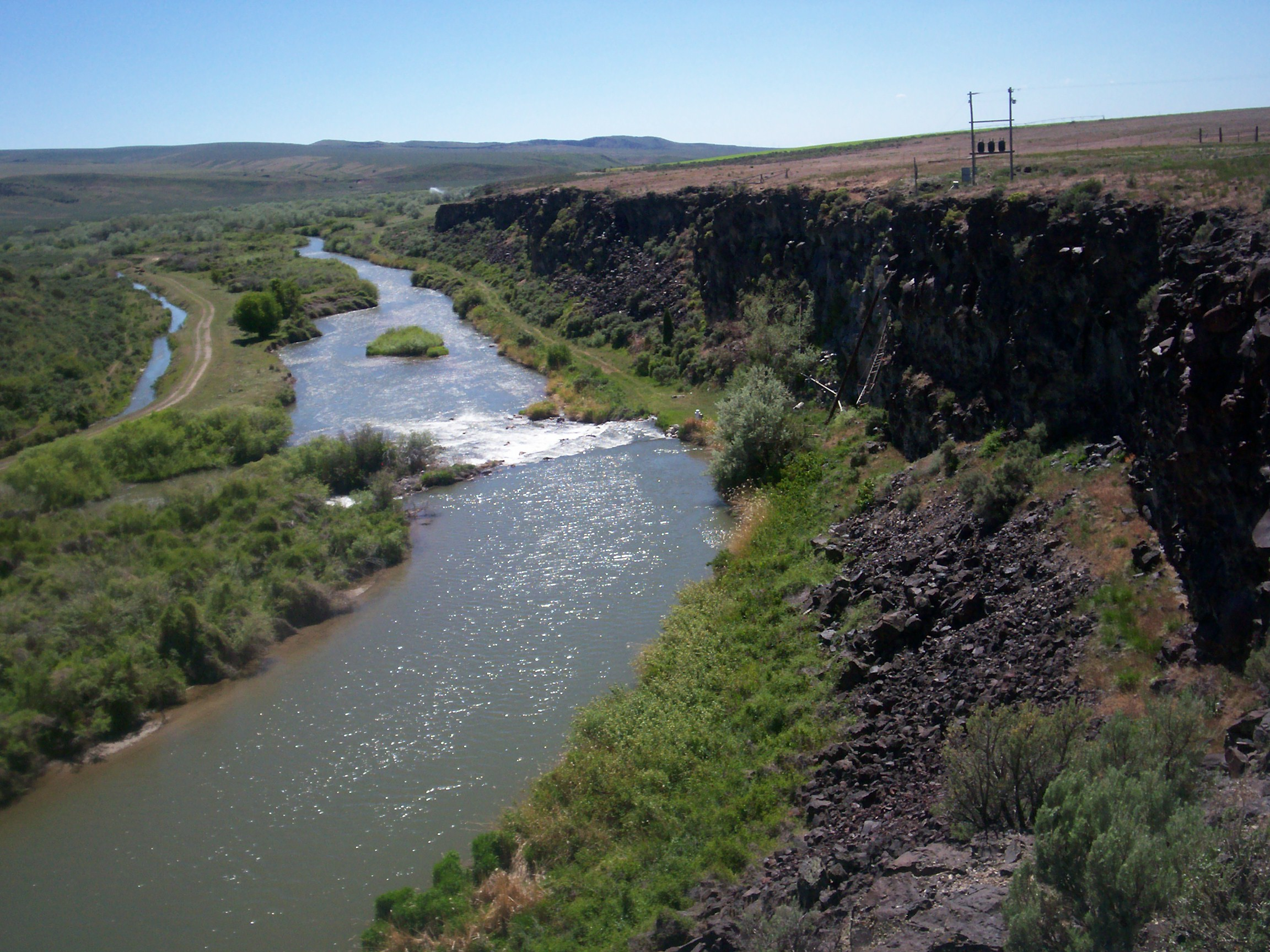
Der Wolverine Canyon in den Blackfoot Mountains

Der Volkszählung im Jahr 2000 zufolge lebten im Bingham County 41.735 Menschen. Davon wohnten 403 Personen in Sammelunterkünften, die anderen Einwohner lebten in 13.317 Haushalten und 10.706 Familien. Die Bevölkerungsdichte betrug 8 Personen pro Quadratkilometer. Ethnisch betrachtet setzte sich die Bevölkerung zusammen aus 82,43 Prozent Weißen, 0,17 Prozent Afroamerikanern, 6,70 Prozent amerikanischen Ureinwohnern, 0,57 Prozent Asiaten, 0,03 Prozent Bewohnern aus dem pazifischen Inselraum und 7,95 Prozent aus anderen ethnischen Gruppen; 2,14 Prozent stammen von zwei oder mehr Ethnien ab. 13,30 Prozent der Bevölkerung sind spanischer oder lateinamerikanischer Abstammung.
Von den 13.317 Haushalten hatten 44,6 Prozent Kinder unter 18 Jahren, die bei ihnen lebten. 66,7 Prozent davon waren verheiratete, zusammenlebende Paare. 9,8 Prozent waren allein erziehende Mütter und 19,6 Prozent waren keine Familien. 17,1 Prozent waren Singlehaushalte und in 7,7 Prozent lebten Menschen mit 65 Jahren oder älter. Die Durchschnittshaushaltsgröße betrug 3,10 und die durchschnittliche Familiengröße war 3,52 Personen.
34,9 Prozent der Bevölkerung waren unter 18 Jahre alt, 9,7 Prozent zwischen 18 und 24 Jahre, 25,3 Prozent zwischen 25 und 44 Jahre, 19,7 Prozent zwischen 45 und 64 Jahre. 10,3 Prozent waren 65 Jahre oder älter. Das Durchschnittsalter betrug 30 Jahre. Auf 100 weibliche Personen kamen 100,0 männliche Personen. Auf 100 Frauen im Alter ab 18 Jahren kamen 97,9 Männer.
Das jährliche Durchschnittseinkommen der Haushalte betrug 36.423 USD, das Durchschnittseinkommen der Familien 40.312 USD. Männer hatten ein Durchschnittseinkommen von 31.950 USD, Frauen 21.591 USD. Das Prokopfeinkommen betrug 14.365 USD. 9,9 Prozent der Familien und 12,4 Prozent der Einwohner lebten unterhalb der Armutsgrenze.

## Orte im County
- Aberdeen
- Aberdeen Junction
- Aiken
- Alridge
- Atomic City
- Basalt
- Blackfoot
- Cerro Grande
- Clarkson
- Coffee Point
- Collins
- Cox
- Fingal
- Firth
- Fort Hall
- Fullmer
- Gay
- Gibson
- Goshen
- Goshen Junction
- Grandview
- Groveland
- Havens
- Kimball
- Liberty
- McDonaldville
- Mitchell
- Moreland
- Morgan
- Olsen
- Pingree
- Rising River
- Riverside
- Rockford
- Rose
- Rouse
- Shelley
- Springfield
- Sterling
- Taber
- Thomas
- Wapello
- Wolverine
- Woodville